# یخ‌ماهی ایشیکاوا
یخ‌ماهی ایشیکاوا (نام علمی: Neosalangichthys ishikawae) نام یک گونه از تیره یخ‌ماهیان است.